# Kusumia fusipennis
Kusumia fusipennis is een keversoort uit de familie van de loopkevers (Carabidae). De wetenschappelijke naam van de soort is voor het eerst geldig gepubliceerd in 2001 door Ueno & Nishikawa.